# Bachmutka
Bachmutka (ukrainska: Бахмутка), eller Bachmut (Бахмут), är en flod i östra Ukraina. Den är en 86 km lång högerbiflod till Siverskyj Donets, i sin tur en biflod till Don.
Bachmutka rinner upp i närheten av Horlivka och passerar på sin väg norrut bland annat Bachmut och Siversk.